# Alfréd Šebek
Alfréd Šebek (* 15. srpna 1940 Klatovy) je bývalý český a československý politik KSČ, za normalizace ministr bez portfeje a ministr – pověřený řízením Federálního cenového úřadu, krátce po sametové revoluci ministr práce a sociálních věcí Československé socialistické republiky, v 90. letech člen představenstva Investiční a poštovní banky.

## Biografie
Pocházel z rodiny učitele. Členem KSČ se stal roku 1967. Maturoval na jedenáctileté škole v rodných Klatovech a roku 1959 nastoupil do pobočky Státní banky československé v Sokolově. Zde postupně vystřídal několik pozic a roku 1977 se stal jejím ředitelem. Roku 1980 absolvoval dálkové studim VŠE v Praze. Roku 1983 nastoupil na post ředitele správy úvěrování a financování hutnictví a strojírenství a člena bankovní správy v ústředí Státní banky československé. Od roku 1986 byl generální ředitelem hlavního ústavu Státní banky československé pro Českou socialisticko republiku. Zasedal jako poslanec a předseda finanční komise na ONV v Sokolově. V roce 1987 mu bylo uděleno Vyznamenání Za zásluhy o výstavbu.
V červnu 1986 se stal ministrem bez portfeje v československé vládě Ladislava Adamce. Kromě toho byl ministrem pověřeným řízením Federálního cenového úřadu. Na obou těchto postech setrval do 3. prosince 1989, kdy pod vlivem událostí sametové revoluce došlo ve vládě ke změnám a předsedou vlády byl pověřen Marián Čalfa, který provedl částečné změny v obsazení jednotlivých rezortů. V této obměněné vládě zastával Šebek post ministra práce a sociálních věcí, ovšem jeho funkční období trvalo jen do 10. prosince 1989, kdy vláda skončila. V následující první vládě Mariána Čalfy (vláda národního porozumění) již zastoupen nebyl.
V 90. letech působil jako bankéř v soukromém sektoru. Zasedal v představenstvu Investiční a poštovní banky a v důsledku jejího krachu byl pak počátkem 21. století aktérem soudního řízení, kdy byl obžalován spolu s dalšími manažery IPB v kauze Ing. Jan Klacek a spol. V kauze šlo o kontroverzní emisi dluhopisů při navyšování kapitálu IPB koncem 90. let. V dubnu 2008 byli ale všichni zproštěni viny.